# Застава планете Земље
Неки појединци и организације направили су нацрте за заставу која представља планету Земљу, али ниједно од понуђених решења није званично признато. Једина широко призната застава повезана са Земљом је застава Уједињених нација. Ово су неке од најпознатијих застава Земље:

## Застава Уједињених нација
Усвојена 1946. године, застава Уједињених нација користи се за означавање светског јединства, мада она званично представља само Уједињене нације. Има географски приказ планете. Током планирања слетања на Месец 1960-их, сугерисано је да се уместо заставе САД употребљава застава УН-а.

## Остали предлози појединаца

### Застава Џона Маконела
Дизајнирана од стране Џона Маконела 1969. године, земаљска застава има три боје. Тамноплава представља атмосферу, бели део представља облаке, а светлоплава боја представља океане. Маконел је представио своју заставу Уједињеним нацијама. Због политичких ставова свог творца и због тога што је постала симбол Дана Земље, застава је повезана са еколошком свесношћу и слављењем глобалне заједнице.

### Застава Џејмса Кедлеа
1970. године Џејмс Кедл, фармер из Хомера у држави Илиноис креирао је своју верзију земаљске заставе. Кедлова застава састоји се од плавог круга који представља Земљу у центру заставе, сегмента великог жутог круга који представља Сунце и малог белог круга који представља Месец, док је позадина црна. Посебно је популарна међу истраживачима и ову заставу највише користи СЕТИ лига. Застава је истакнута на радио опсерваторији Државног универзитета Охајо и била је спуштена на пола Копља када је Карл Сејган умро.

### Застава Пола Керола
Светска застава је међународна застава коју је 1988. године осмислио Пол Керол као надахнуће "позитивних глобалних промена и културне разноликости." Верзија комбиноване светске заставе из 2008. садржи заставе света; укључујући заставе сваке државе чланице УН-а.
На верзији из 2019. годину промењене су заставе Белорусије, Малавија, Либије, Лесота, Авганистана, Парагваја и Мауританије.
Ова застава је била подугнута у седишту УН-а током догађаја "Молитва за мир".

### Међународна застава планете Земље
Ову заставу чини седам прстенова који формирају цвет, а који представља седам континената и живот на Земљи. Прстенови су повезани једни са другима, што симболизује да су све државе на Земљи директно или индиректно повезане. Плаво поље представља океане који покривају већину површине наше планете и воде које су неопходне за живот на Земљи.